# Canton de Domfront en Poiraie
Le canton de Domfront en Poiraie, précédemment appelé canton de Domfront, est une division administrative française située dans le département de l'Orne et la région Normandie.
À la suite du redécoupage cantonal de 2014, les limites territoriales du canton sont remaniées. Le nombre de communes du canton passe de onze à quinze, puis à treize à la suite de la création de la commune nouvelle de Domfront en Poiraie.

## Géographie
Ce canton est organisé autour de Domfront dans les arrondissements d'Alençon et d'Argentan. Son altitude varie de 100 m (Ceaucé) à 321 m (Lonlay-l'Abbaye) pour une altitude moyenne de 186 m.

## Histoire
Par décret du 25 février 2014, le nombre de cantons du département est divisé par deux, avec mise en application aux élections départementales de mars 2015. Le canton de Domfront est conservé et s'agrandit. Il passe de 11 à 15 communes (dont deux communes issues d'une fusion au 1er janvier 2015).
À la suite du décret du 5 mars 2020, le canton prend le nom de son bureau centralisateur, Domfront en Poiraie.

## Représentation

### Conseillers d'arrondissement (de 1833 à 1940)
Le canton de Domfront avait deux conseillers d'arrondissement.
Il appartenait à l'arrondissement de Domfront, jusqu'à sa disparition en 1926.
| Période                                  | Période          | Identité                                              | Étiquette          | Qualité |
| ---------------------------------------- | ---------------- | ----------------------------------------------------- | ------------------ | --- |
| 1833                                     | 1839             | M. Hardy-Normandie                                    |                    | Avocat à Domfront, juge suppléant au tribunal civil                                                         |
| 1833                                     | 1848             | Jacques Louis Denis Roulleaux-Glatigny (1761-1850)    |                    | Propriétaire à Domfront, ancien sous-préfet                                                                 |
| 1839                                     | 1842             | Léon Lefaverais                                       |                    | Maire de Lonlay-l'Abbaye                                                                                    |
| 1842                                     | 1848             | Pascal Hamard                                         | Républicain modéré | Avocat à Domfront, député de 1848 à 1849                                                                    |
| 1848                                     |                  | Désiré Thébert                                        |                    | Avoué, adjoint au maire de Domfront                                                                         |
|                                          |                  |                                                       |                    | |
| 1868                                     |                  | Lubin Stanislas Arsène Chantel (1812-1881)            |                    | Propriétaire à Domfront                                                                                     |
|                                          | 1890 (démission) | Wilfrid-Marie Lévesque (1876-1956, fils du précédent) | RG                 | Médecin à Domfront                                                                                          |
|                                          |                  |                                                       |                    | |
| 1890                                     |                  | Louis Cachet                                          | Conservateur       | Médecin à Domfront, député (1901-1910), sénateur (1910-1914)                                                |
|                                          |                  |                                                       |                    | |
| 1919                                     | 1925             | Henri-Simon Perret                                    | Républicain        | Propriétaire à Domfront                                                                                     |
| 1925                                     | 1940             | François Belin                                        | URD                | Adjoint au maire de Domfront                                                                                |
| 1940                                     |                  |                                                       |                    | Les conseils d'arrondissement ont été suspendus par la loi du 12 octobre 1940 et n'ont jamais été réactivés |
| Les données manquantes sont à compléter. |                  |                                                       |                    | |

### Conseillers généraux de 1833 à 2015
| Période                                  | Période      | Identité                                              | Étiquette              | Qualité |
| ---------------------------------------- | ------------ | ----------------------------------------------------- | ---------------------- | --- |
| 1833                                     | 1844 (décès) | Jacques Nicolas Vardon                                |                        | Avocat, juge suppléant, maire de Domfront, ancien conseiller d'arrondissement                                                      |
| 1844                                     | 1848         | Victor Urbain Rémond                                  | Majorité conservatrice | Général, maréchal de camp du cadre de réserve, député (1815 et 1830-1831), propriétaire à Saint-Front                              |
| 1848                                     | 1852         | Léon Lefaverais                                       | Droite Monarchiste     | Représentant du peuple (1849-1851), propriétaire, maire de Lonlay-l'Abbaye, ancien conseiller d'arrondissement                     |
| 1852                                     | 1870 (décès) | Henri Charles Roulleaux Dugage                        | Extrême droite         | Propriétaire, avocat, ancien sous-préfet de Domfront, ancien préfet, président du conseil général, député de l'Hérault (1862-1870) |
| 1871                                     | 1890 (décès) | Baron Émile Auguste Houssin de Saint-Laurent          |                        | Ancien capitaine de cavalerie, maire du Guislain, propriétaire, ancien directeur de la ferme-école de Domfront                     |
| 1890                                     | 1910         | Théodore-Wilfrid Lévesque                             | Républicain            | Médecin à Domfront |
| 1910                                     | 1940         | Wilfrid-Marie Lévesque (1876-1956, fils du précédent) | RG                     | Médecin à Domfront, conseiller d'arrondissement                                                                                    |
|                                          |              |                                                       |                        | |
| 1943                                     | 1945         | Louis Gallot (1899-1988)                              |                        | Médecin, maire de Domfront, nommé conseiller départemental en 1943                                                                 |
|                                          |              |                                                       |                        | |
| 1945                                     | 1973         | Jacques Roulleaux-Dugage                              | DVD-RPF puis CNIP      | Avocat, député (1945-1946), maire de Rouellé (1947-1993)                                                                           |
| 1973                                     | 1992         | André Rocton (1920-2019)                              | UDR puis RPR           | Libraire, maire de Domfront (1959-1989)                                                                                            |
| 1992                                     | 2015         | Robert Loquet                                         | RPR puis UMP           | Agent immobilier, maire (1995-2008), puis conseiller municipal de Domfront Suppléant du député Yves Deniaud                        |
| Les données manquantes sont à compléter. |              |                                                       |                        | |

Le canton participe à l'élection du député de la première circonscription de l'Orne.

### Conseillers départementaux à partir de 2015
| Période élective | Période élective | Mandat | Mandat   | Identité                           | Nuance | Nuance | Qualité |
| ---------------- | ---------------- | ------ | -------- | ---------------------------------- | ------ | ------ | --- |
| 2015             | 2028             | 2015   | en cours | Catherine Meunier (réélue en 2021) |        | LR     | Directrice d'une agence immobilière Adjointe au maire de Domfront puis de Domfront en Poiraie (2014-2020) Conseillère régionale de Normandie (depuis 2015) |
| 2015             | 2028             | 2015   | en cours | Jérôme Nury (Réélu en 2021)        |        | LR     | Cadre de la fonction publique Député de la 3e circonscription de l’Orne (depuis 2017) Ancien maire de Tinchebray puis de Tinchebray-Bocage (2008-2017) Ancien président de Domfront Tinchebray Interco (2017) Ancien conseiller général du canton de Tinchebray (2004-2015) |

Lors des élections départementales de 2015, le binôme composé de Catherine Meunier et Jérôme Nury (Union de la Droite) est élu au premier tour avec 59,41 % des suffrages exprimés, devant le binôme composé de Suzanne Delambre et Louis-Marie Mautin (FN) (22,04 %). Le taux de participation est de 56,48 % (6 670 votants sur 11 810 inscrits) contre 54,04 % au niveau départemental et 50,17 % au niveau national.

## Composition

### Composition avant 2015

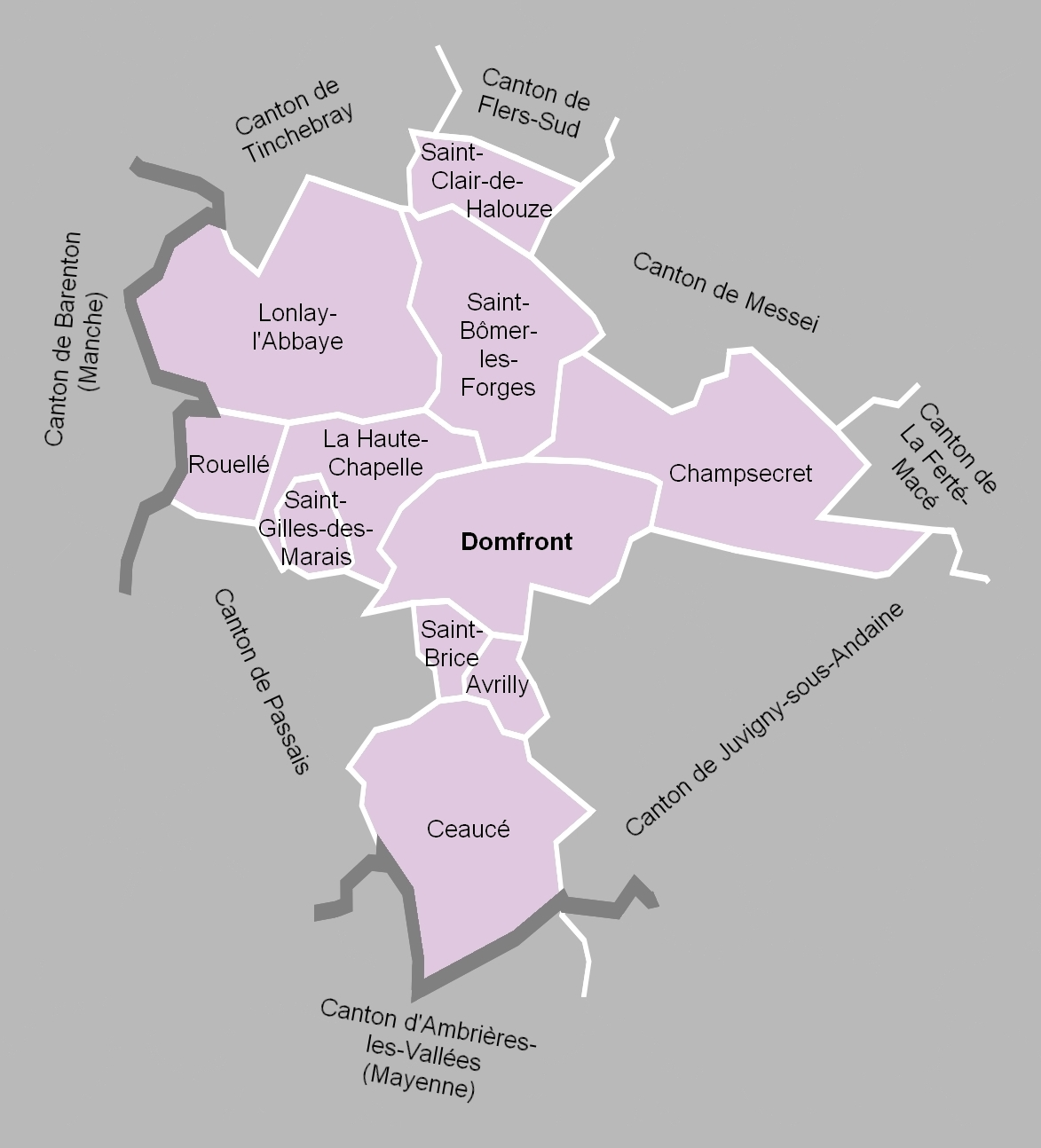
La carte des communes de l'ancien canton. Les cantons limitrophes étaient ceux de Barenton, de Tinchebray, de Flers-Sud, de Messei, de La Ferté-Macé, de Juvigny-sous-Andaine, d'Ambrières-les-Vallées et de Passais.

Le canton de Domfront regroupait onze communes.
| Nom                     | Code Insee | Codepostal | Superficie (km2) | Population (dernière pop. légale) | Densité (hab./km2) |
| ----------------------- | ---------- | ---------- | ---------------- | --------------------------------- | ------------------ |
| Domfront (chef-lieu)    | 61145      | 61700      | 35,54            | 3 866 (2009)                      | 109                |
| Avrilly                 | 61021      | 61700      | 5,50             | 136 (2012)                        | 25                 |
| Ceaucé                  | 61075      | 61330      | 41,52            | 1 233 (2012)                      | 30                 |
| Champsecret             | 61091      | 61700      | 44,68            | 1 005 (2012)                      | 22                 |
| La Haute-Chapelle       | 61201      | 61700      | 19,31            | 604 (2009)                        | 31                 |
| Lonlay-l'Abbaye         | 61232      | 61700      | 53,41            | 1 171 (2012)                      | 22                 |
| Rouellé                 | 61355      | 61700      | 10,64            | 202 (2010)                        | 19                 |
| Saint-Bômer-les-Forges  | 61369      | 61700      | 31,08            | 1 041 (2012)                      | 33                 |
| Saint-Brice             | 61370      | 61700      | 4,58             | 170 (2012)                        | 37                 |
| Saint-Clair-de-Halouze  | 61376      | 61490      | 11,81            | 874 (2012)                        | 74                 |
| Saint-Gilles-des-Marais | 61401      | 61700      | 5,92             | 105 (2012)                        | 18                 |

Situation du canton dans l'arrondissement d'Alençon.

À la suite du redécoupage des cantons pour 2015, les communes, à l'exception de Ceaucé et Saint-Clair-de-Halouze, sont rattachées au nouveau canton de Domfront auquel s'ajoutent six communes du canton de Tinchebray. Ceaucé est intégré au canton de Bagnoles-de-l'Orne et Saint-Clair-de-Halouze à celui de Flers-1.

#### Anciennes communes
Les anciennes communes suivantes étaient incluses dans le territoire du canton de Domfront antérieur à 2015 :
- La commune mayennaise de Ceaucé, absorbée en 1832 par son homonyme ornaise.
- Saint-Front, absorbée en 1863 par Domfront.

### Composition après 2015
Le canton de Domfront comprend treize communes entières.
À la suite de la création le 1er janvier 2016 de la commune nouvelle de Domfront-en-Poiraie, le canton comprend désormais treize communes entières.
| Nom                                         | Code Insee | Intercommunalité               | Superficie (km2) | Population (dernière pop. légale) | Densité (hab./km2) | Modifier                                    |
| ------------------------------------------- | ---------- | ------------------------------ | ---------------- | --------------------------------- | ------------------ | ------------------------------------------- |
| Domfront en Poiraie (bureau centralisateur) | 61145      | CC Domfront Tinchebray Interco | 65,49            | 4 131 (2022)                      | 63                 | modifier les données · modifier les données |
| Avrilly                                     | 61021      | CC Domfront Tinchebray Interco | 5,50             | 94 (2022)                         | 17                 | modifier les données · modifier les données |
| Champsecret                                 | 61091      | CC Domfront Tinchebray Interco | 44,68            | 961 (2022)                        | 22                 | modifier les données · modifier les données |
| Chanu                                       | 61093      | CC Domfront Tinchebray Interco | 15,72            | 1 248 (2022)                      | 79                 | modifier les données · modifier les données |
| Lonlay-l'Abbaye                             | 61232      | CC Domfront Tinchebray Interco | 53,41            | 1 118 (2022)                      | 21                 | modifier les données · modifier les données |
| Le Ménil-Ciboult                            | 61262      | CC Domfront Tinchebray Interco | 6,31             | 117 (2022)                        | 19                 | modifier les données · modifier les données |
| Montsecret-Clairefougère                    | 61292      | CC Domfront Tinchebray Interco | 13,92            | 656 (2022)                        | 47                 | modifier les données · modifier les données |
| Saint-Bômer-les-Forges                      | 61369      | CC Domfront Tinchebray Interco | 31,08            | 1 023 (2022)                      | 33                 | modifier les données · modifier les données |
| Saint-Brice                                 | 61370      | CC Domfront Tinchebray Interco | 4,58             | 149 (2022)                        | 33                 | modifier les données · modifier les données |
| Saint-Christophe-de-Chaulieu                | 61374      | CC Domfront Tinchebray Interco | 6,51             | 88 (2022)                         | 14                 | modifier les données · modifier les données |
| Saint-Gilles-des-Marais                     | 61401      | CC Domfront Tinchebray Interco | 5,92             | 106 (2022)                        | 18                 | modifier les données · modifier les données |
| Saint-Quentin-les-Chardonnets               | 61451      | CC Domfront Tinchebray Interco | 9,00             | 317 (2022)                        | 35                 | modifier les données · modifier les données |
| Tinchebray-Bocage                           | 61486      | CC Domfront Tinchebray Interco | 90,88            | 4 850 (2022)                      | 53                 | modifier les données · modifier les données |
| Canton de Domfront en Poiraie               | 6111       |                                | 353,00           | 14 858 (2022)                     | 42                 | modifier les données                        |

## Démographie

### Démographie avant 2015
| 1962   | 1968   | 1975   | 1982   | 1990   | 1999   | 2006   | 2011   | 2012   |
| ------ | ------ | ------ | ------ | ------ | ------ | ------ | ------ | ------ |
| 12 208 | 11 797 | 11 386 | 11 217 | 10 923 | 10 611 | 10 469 | 10 387 | 10 306 |

### Démographie depuis 2015
En 2022, le canton comptait 14 858 habitants, en évolution de −2,29 % par rapport à 2016 (Orne : −3,21 %, France hors Mayotte : +2,11 %).
| 2013   | 2018   | 2022   |
| ------ | ------ | ------ |
| 15 649 | 14 984 | 14 858 |